# Rhodanthe anthemoides
Rhodanthe anthemoides là một loài thực vật có hoa trong họ Cúc. Loài này được (Sieber ex Spreng.) Paul G.Wilson miêu tả khoa học đầu tiên năm 1992.